# Anta (arquitectura)

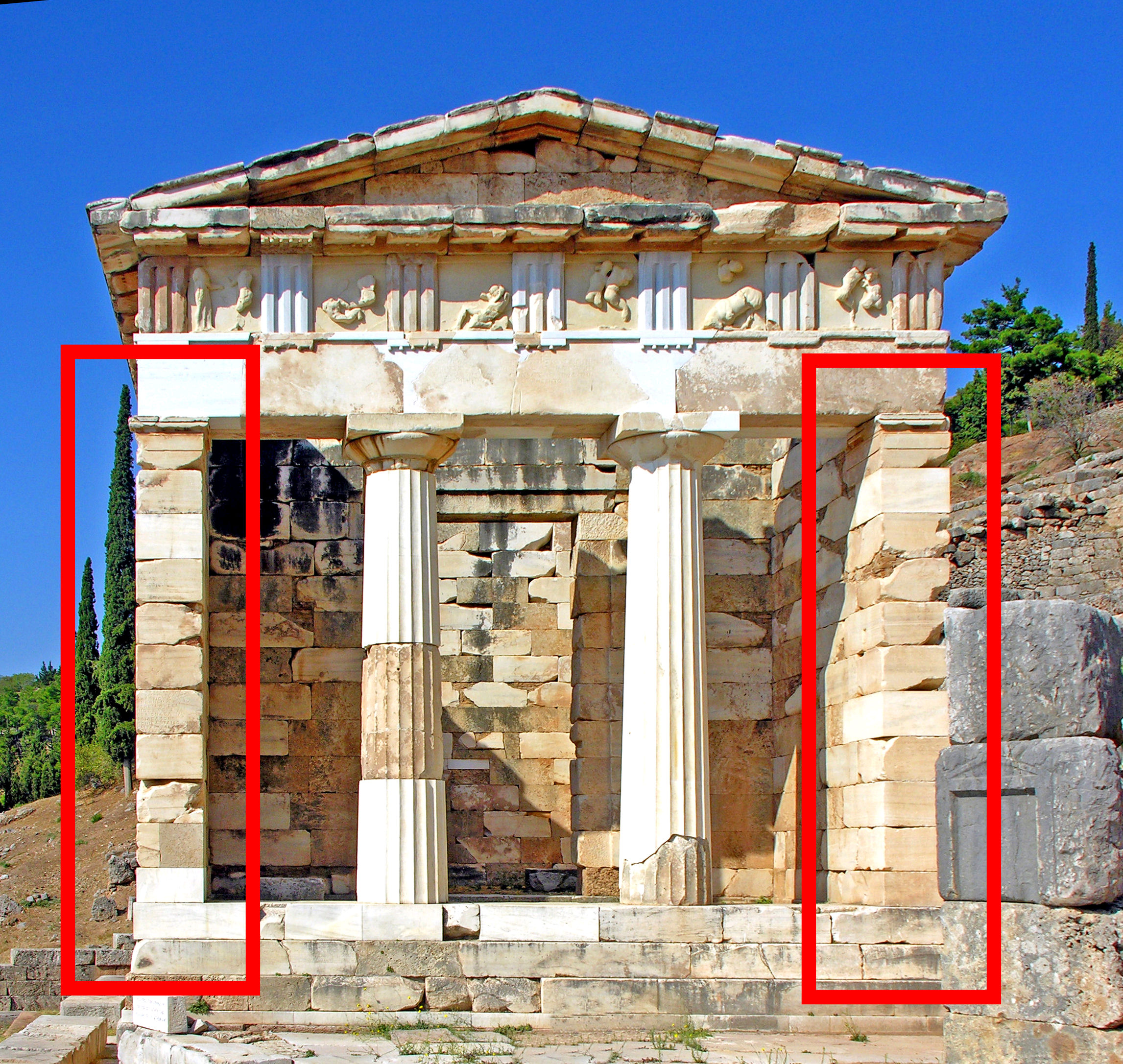
El tesoro de Atenas en Delfos con dos antas que enmarcan un grupo de dos columnas.

Un anta (en plural, antas) (del latín antae, -arum, probablemente proveniente de ante, «antes de» o «delante de»), a veces también denominado parástade (del latín parastas, -adis), es un  término arquitectónico que describe las pilastras o pilares situados a ambos lados de una puerta o entrada a un edificio, en especial a un templo griego. Constituyen los pilares donde finalizan los muros de la cella y sobresalen ligeramente de ellos. En origen, su función era la de sostener mejor el peso de la techumbre. La diferencia con la pilastra es que esta es únicamente decorativa y no tiene la función estructural de soporte que tiene el anta.

## Función estructural

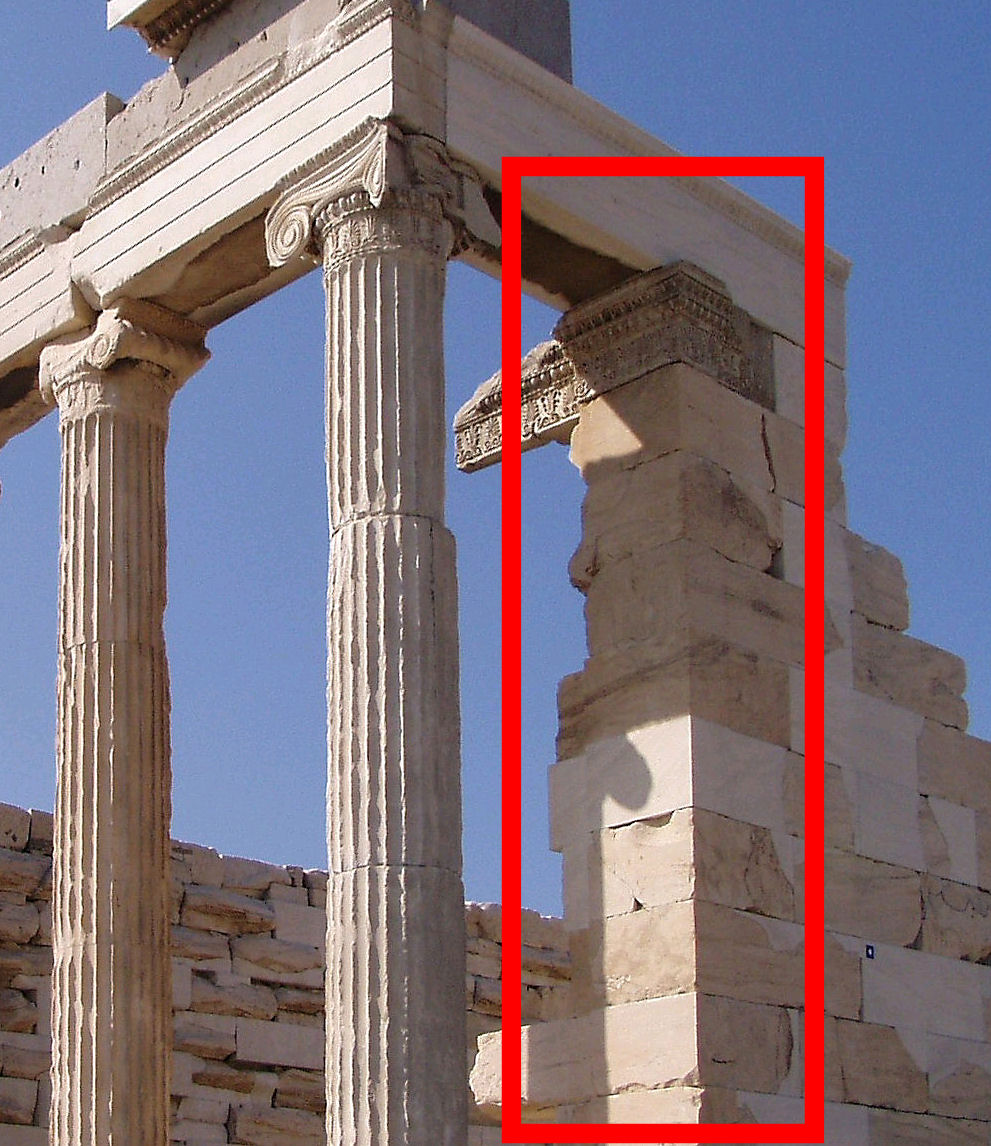
Un anta detrás de una fila de columnas en el Erecteón, un templo próstilo, en Atenas. 421 a. C.-406 a. C. En la parte superior se observa un capitel decorativo.

Al contrario de las columnas o los pilares, las antas están unidas directamente a los muros de un templo. Tienen su origen en los postes verticales de madera que se colocaban para transmitir la carga desde las vigas de madera del tejado. Su presencia era necesaria puesto que no se podía confiar en la capacidad resistente de los muros, ya que estaban construidos con ladrillo no cocido o con aparejo de mampostería con mortero de arcilla. Se pueden encontrar ejemplos en los antiguos palacios y templos de Grecia, como en Tirinto o en el templo de Hera en Olimpia. Posteriormente, cuando los materiales de construcción de los muros adquirieron la capacidad suficiente para soportar la estructura, pasaron a tener una función únicamente decorativa.
Cuando se intercalan columnas entre las antas en lugar de un muro sólido, como en la fachada de un pórtico, se denominan columnas in antis. Por tanto, un templo in antis es aquel cuya fachada principal está formada por columnas delimitadas a ambos lados por la prolongación de los muros laterales.

## Capitel de anta
El anta está coronada por lo general por un bloque de piedra diseñado para transmitir la carga desde el entablamento que sostiene, denominado «capitel de anta» cuando es estructural, o en ocasiones «capitel de pilastra» cuando su función es decorativa, como ocurría durante el periodo romano. Para que no sobresalgan excesivamente del muro, los capiteles de anta normalmente tienen una superficie plana, de manera que su forma es más o menos cúbica. Pueden estar más o menos decorados según el orden arquitectónico al que pertenezcan, con diseños a menudo bastante diferentes de los capiteles de las columnas próximas a ellos, al menos en la arquitectura griega. Por el contrario, durante la época romana los capiteles de las antas o pilastras pasaron a tener un diseño muy similar a los de las columnas cercanas.

## Templo dístiloin antis
Los templos griegos pueden clasificarse según el número de columnas de su fachada principal. Así, pueden distinguirse templos tetrástilos, hexástilos, octóstilos, decástilos...etc., según tengan, respectivamente, cuatro, seis, ocho o diez columnas en su frente. Por tanto, un templo «dístilo» es aquel que tiene dos columnas en su frente principal, y en consecuencia, un templo «dístilo in antis» se define como el «edificio que tiene dos columnas en la fachada, situadas entre dos antas o pilastras que se levantan a ambos lados de la misma».
El templo dístilo in antis constituía una forma arcaica de construcción de templos, en los cuales los muros laterales de ladrillo debían reforzarse mediante el apoyo adicional de postes o antas. Algunos ejemplos de esta tipología son el tesoro de los sifnios del siglo VI a. C., el tesoro de los atenienses en Delfos o el templo de Hera en Olimpia, del 600 a. C. aproximadamente.
|                                       |
| Planta de un templo dístilo in antis. |

| |
| Templo griego denominado el tesoro de los sifnios, con antas a ambos lados del pórtico enmarcando un par de columnas con forma de cariátide. |

|                                                                                      |
| Vista frontal de la fachada principal del tesoro de los sifnios enmarcada con antas. |

|                                                                                      |
| El tesoro de los ztenienses en Delfos es otro ejemplo de un templo dístilo in antis. |